# Енні Джонс

Волосся Енні Джонс

Енні (Анні) Джонс (англ. Annie Jones ; 14 липня 1865, Вірджинія, США — 22 жовтня 1902, Нью-Йорк, США) — американська бородата жінка, що гастролювала з шоуменом і антрепренером Фінеасом Барнумом в цирковому атракціоні. Ряд її портретів виконав американський фотограф Метью Бреді.

## Життєпис
Народилася 14 липня 1865 в місті Меріон, округ Сміт штату Вірджинія.
Батьки дівчинки, коли їй виповнилося 9 місяців, почали працювати з шоуменом Барнумом, який уклав з матір'ю трирічний контракт у 150 доларів на тиждень. Проживали вони до цього часу у Нью-Йорку.
До п'яти років у Енні з'явилися вуса та бакенбарди, і вона стала широко відома як «бородата дівчинка». З цим пов'язані випадки її викрадення та використання для приватних показів, поки її не повернули матері, яка стежила за дочкою протягом усього життя.
Кар'єра Енні Джонс включала багато подорожей — вона працювала з різними антрепренерами та музеями. У зрілому віці волосся на її голові досягало довжини 180 см. Джонс була також відома музичними здібностями.
З 1881 була одружена з Річардом Елліотом, в 1895 розлучилася і пошлюбила друга дитинства Вільяма Донована, який незабаром помер.
Померла 22 жовтня 1902 в Брукліні, від туберкульозу. На сьогодні залишається невідомим, що було причиною такого стану жінки — гірсутизм чи якесь інше генетичне захворювання.